# Kiss Me, Kiss Me, Kiss Me
Kiss Me, Kiss Me, Kiss Me — сьомий студійний альбом англійського рок-гурту The Cure, випущений 26 травня 1987 року лейблом Fiction Records. Цей подвійний альбом був записаний на Studio Miraval у Коррансі, Франція. Роберт Сміт описав альбом як «ніби кінець того, що ми робили останні 10 років. Він здавався схожим на альбом синглів — буквально ретроспективний альбом. Цей бере потроху з усього, що ми робили, усі частини, які мені подобалися. Але є матеріал на один альбом, і ще на один — з тим, що ми ніколи раніше не пробували».
Альбом допоміг The Cure вийти на мейнстрим у Сполучених Штатах, ставши першим альбомом гурту, що потрапив до топ-40 чарту Billboard 200 і отримав платинову сертифікацію. Як і його попередник, The Head on the Door, він також мав великий міжнародний успіх, досягнувши топ-10 у багатьох країнах. З альбому було випущено чотири сингли, зокрема «Just Like Heaven», який став першим хітом гурту, що увійшов до топ-40 у Сполучених Штатах, та однією з найпопулярніших пісень гурту.
Альбом отримав змішані, але здебільшого позитивні відгуки, з похвалою за його еклектичний характер, але критикою за тривалість. Ретроспективно альбом отримав визнання критиків, і деякі вважають його одним з найкращих. У 2000 році альбом посів 256 місце у списку «All Time Top 1000 Albums» Коліна Ларкіна..

## Список композицій
Автор слів Роберт Сміт, автор музики The Cure. 
| #   | Назва                            | Тривалість |
| --- | -------------------------------- | ---------- |
| 1.  | «The Kiss»                       | 6:17       |
| 2.  | «Catch»                          | 2:42       |
| 3.  | «Torture»                        | 4:13       |
| 4.  | «If Only Tonight We Could Sleep» | 4:50       |
| 5.  | «Why Can't I Be You?»            | 3:11       |
| 6.  | «How Beautiful You Are»          | 5:10       |
| 7.  | «The Snakepit»                   | 6:56       |
| 8.  | «Hey You!!!»                     | 2:22       |
| 9.  | «Just Like Heaven»               | 3:30       |
| 10. | «All I Want»                     | 5:18       |
| 11. | «Hot Hot Hot!!!»                 | 3:32       |
| 12. | «One More Time»                  | 4:29       |
| 13. | «Like Cockatoos»                 | 3:38       |
| 14. | «Icing Sugar»                    | 3:48       |
| 15. | «The Perfect Girl»               | 2:34       |
| 16. | «A Thousand Hours»               | 3:21       |
| 17. | «Shiver and Shake»               | 3:26       |
| 18. | «Fight»                          | 4:27       |

### Перевидання 2006 року
Автор слів Роберт Сміт, автор музики The Cure. 
| #   | Назва                                                                             | Тривалість |
| --- | --------------------------------------------------------------------------------- | ---------- |
| 1.  | «The Kiss (RS Home Demo 3/86)» (інструментальна)                                  | 3:40       |
| 2.  | «The Perfect Girl (Beethoven St. Studio Demo 6/86)» (інструментальна)             | 3:26       |
| 3.  | «Like Cockatoos (Beethoven St. Studio Demo 6/86)» (інструментальна)               | 2:11       |
| 4.  | «All I Want (Beethoven St. Studio Demo 6/86)» (інструментальна)                   | 3:33       |
| 5.  | «Hot Hot Hot!!! (Beethoven St. Studio Demo 6/86)» (інструментальна)               | 3:49       |
| 6.  | «Shiver and Shake (Jean Costas Studio Demo 8/86)» (інструментальна)               | 2:55       |
| 7.  | «If Only Tonight We Could Sleep (Jean Costas Studio Demo 8/86)» (інструментальна) | 3:16       |
| 8.  | «Just Like Heaven (Jean Costas Studio Demo 8/86)» (інструментальна)               | 3:26       |
| 9.  | «Hey You! (Jean Costas Studio Demo 8/86)» (інструментальна)                       | 2:32       |
| 10. | «A Thousand Hours (Miraval Studio Guide Vocal/Rough Mix 10/86)»                   | 3:27       |
| 11. | «Icing Sugar (Miraval Studio Guide Vocal/Rough Mix 10/86)»                        | 3:20       |
| 12. | «One More Time (Miraval Studio Guide Vocal/Rough Mix 10/86)»                      | 4:36       |
| 13. | «How Beautiful You Are ... (Live Bootleg - County Bowl Santa Barbara 7/87)»       | 5:22       |
| 14. | «The Snakepit (Live Bootleg - County Bowl Santa Barbara 7/87)»                    | 7:30       |
| 15. | «Catch (Live Bootleg - NEC Birmingham 12/87)»                                     | 2:32       |
| 16. | «Torture (Live Bootleg - NEC Birmingham 12/87)»                                   | 4:04       |
| 17. | «Fight (Live Bootleg - Bercy Paris 12/87)»                                        | 4:30       |
| 18. | «Why Can’t I Be You? (Live Bootleg - Wembley Arena London 12/87)»                 | 7:43       |

## Учасники запису
| The Cure - Роберт Сміт — вокал, гітара, клавішні, продюсер - Саймон Геллап — бас-гітара - Порл Томпсон — гітара, клавішні, саксофон - Лоуренс Толхерст — клавішні - Борис Вілльямс — ударні Додаткові музиканти - Ендрю Бреннан — саксофон (8, 14) | Технічний персонал - Девід М. Аллен — продюсер - Боб Клірмаунтин — зведення - Гері Мур — мастеринг (перевидання) - Parched Art — дизайн обкладинки |

## Позиції в чартах
| Чарт            | Найвища позиція |
| --------------- | --------------- |
| Австралія       | 9               |
| Австрія         | 4               |
| Велика Британія | '               |
| Іспанія         | '               |
| Італія          | '               |
| Канада          | '               |
| Нідерланди      | 3               |
| Німеччина       | 4               |
| Нова Зеландія   | 14              |
| США             | 35              |
| Фінляндія       | 25              |
| Франція         | 2               |
| Швейцарія       | 3               |
| Швеція          | 13              |
| Японія          | '               |

| Країна                | Сертифікація |
| --------------------- | ------------ |
| Австралія (ARIA)      |              |
| Австрія (IFPI)        |              |
| Аргентина (CAPIF)     |              |
| Велика Британія (BPI) |              |
| Іспанія (CRIA)        |              |
| Канада (CRIA)         |              |
| Німеччина (BVMI)      |              |
| Нова Зеландія (RMNZ)  |              |
| Польща (ZPAV)         |              |
| Франція (SNEP)        |              |
| Швеція (GLF)          |              |